# Arnold Ulitz
Arnold Ulitz (né le 11 avril 1888 à Breslau, mort le 12 janvier 1971 à Tettnang) est un écrivain allemand.

## Biographie
Ce fils d'un employé de la Deutsche Reichsbahn grandit à Katowice avec ses frères Otto (de) et Georg. Professeur dès 1913, il écrit des romans historiques, des nouvelles et des poèmes.
Il se fait connaître dès son premier roman, Ararat, en 1920, pour son style expressionniste. À la fin des années 1920, ses nouvelles sont reprises dans des anthologies à côté d'Alfred Doblin, Hermann Hesse, Heinrich Mann, Robert Musil, Jakob Wassermann, Franz Werfel et Stefan Zweig.
Avec le réalisateur Luis Trenker, il écrit le scénario du film Le Fils prodigue, sorti en 1934.
En 1933, les nazis arrivés au pouvoir inscrivent Ararat sur la liste des livres interdits pour sa comparaison de la Première Guerre mondiale avec le Déluge, ainsi que les romans Worbs et Testament. Cependant des nouvelles sont reprises conformément à l'idéologie Blut und Boden et diffusées à des fins de propagande, notamment aux soldats qui se battent lors de la Seconde Guerre mondiale. En 1939, Ulitz publie deux romans, Der wunderbare Sommer et Der große Janja, et une nouvelle, Die Reise nach Kunzendorf, où il parle du nazisme avec prudence en faisant des comparaisons historiques.
En février 1945, Arnold Ulitz fuit avec sa famille à Tettnang, la ville natale de sa mère. Après la fin de la Seconde Guerre mondiale, il écrit nettement moins. Toutefois, on remarque une désillusion pour l'utopie et l'"itinérance", car il ne peut pas revenir en Silésie. Il ne fréquente plus le milieu littéraire.
En 1962, avec l'évêque auxiliaire Joseph Ferche (de), l'historien Joachim Konrad (de) et l'écrivain Friedrich Bischoff, il reçoit la plus grande récompense décernée par l'Association patriotique de Silésie (de). En 1967, il reçoit le prix Andreas-Gryphius, remis à un écrivain silésien.

## Œuvre sélective
- Die vergessene Wohnung, nouvelles, Verlag A. Langen, Munich
- Die Narrenkarosse, nouvelles, Verlag A. Langen, Munich
- Der Arme und das Abenteuer, poèmes, Verlag A. Langen, Munich
- Ararat, roman, Verlag A. Langen, Munich 1920
- Das Testament, roman, Verlag A. Langen, Munich 1924
- Worbs, roman, Propyläen-Verlag, Berlin 1930
- Eroberer, roman, Verlag Keil, Berlin 1934
- Der Gaukler von London, roman, Verlag Korn, Breslau 1938
- Die Braut des Berühmten, roman, Propyläen-Verlag, Berlin 1942
- Rübezahl sucht Menschen, récit, 1948
- Bittersüße Bagatellen, récit, 1948
- Das Teufelsrad, récit, Schloß Laupheim 1949.
- Der letzte Mann, roman, 1952
- Novellen. Anthologie d'Angelika Spindler, avec une préface d'Egbert-Hans Müller.
- Der Bastard. Ullstein, Berlin 1927